# Peter Mafany Musonge
Peter Mafany Musonge (né le 3 décembre 1942) est un homme d'État camerounais. Diplômé de l'université Drexel en ingénierie civile et de l'université Stanford en ingénierie, il a travaillé dans un grand nombre de projets de développement.
Il dirige l'entreprise agro-industrielle Cameroon Development Corporation (CDC) pendant plusieurs années avant d’être nommé Premier Ministre en 1996. 
Il a longtemps été proche de Paul Biya dont il a été conseiller et est originaire de l'ethnie Bakweri. 

## Premier ministre du Cameroun
Il est nommé chef du gouvernement par le président Paul Biya le 19 septembre 1996. Il remplace Simon Achidi Achu à ce poste. Il est membre du Rassemblement démocratique du peuple camerounais (RDPC), le parti présidentiel.
Il laisse son poste en 2004 à Ephraïm Inoni, qui était directeur de campagne du président Paul Biya lors de l'élection présidentielle de 2004.

## Gouvernements
- Gouvernement du 19 septembre 1996
- Gouvernement du 21 avril 1997
- Gouvernement du 7 décembre 1997
- Gouvernement du 1er janvier 1999
- Gouvernement du 18 mars 2000
- Gouvernement du 27 avril 2001
- Gouvernement du 24 aout 2002
- Gouvernement du 23 avril 2004

## Hiérarque du RDPC
Il est chef de la délégation régionale permanente du Sud-ouest pour le RDPC. Il est également membre du bureau politique du parti au pouvoir.

## Haut commis de l'État

### Grand chancelier des ordres nationaux
De 2007 à 2020, Peter Mafany Musonge est Grand chancelier des ordres nationaux avec rang de ministre d'État. Cette position l'élève de droit à la dignité de Grand Collier de l'ordre de la Valeur.

### Sénateur de la région du Sud-Ouest
En 2013, il est nommé sénateur de la région du Sud-ouest et président du groupe parlementaire du RDPC. Le 21 mars 2017, il démissionne de son poste pour se consacrer à l'animation de la Commission nationale pour la promotion du bilinguisme et du multiculturalisme.

### Président de la commission nationale pour le bilinguisme et le multiculturalisme
Le 15 mars 2017, il est nommé président de la Commission nationale pour la promotion du bilinguisme et du multiculturalisme (CNPBM). Cette commission fut créée le 23 janvier 2017 dans le contexte des manifestations au Cameroun. Il reconduit à la tête de la commission le 12 mai 2022 pour un nouveau mandat de 5 ans.

## Décorations
- Grand-Collier de l'ordre de la Valeur
- Grand Officier de l'Ordre de la Valeur de la république du Cameroun
- Grand Officier de la légion d'honneur française